# Goeroe Granth Sahib

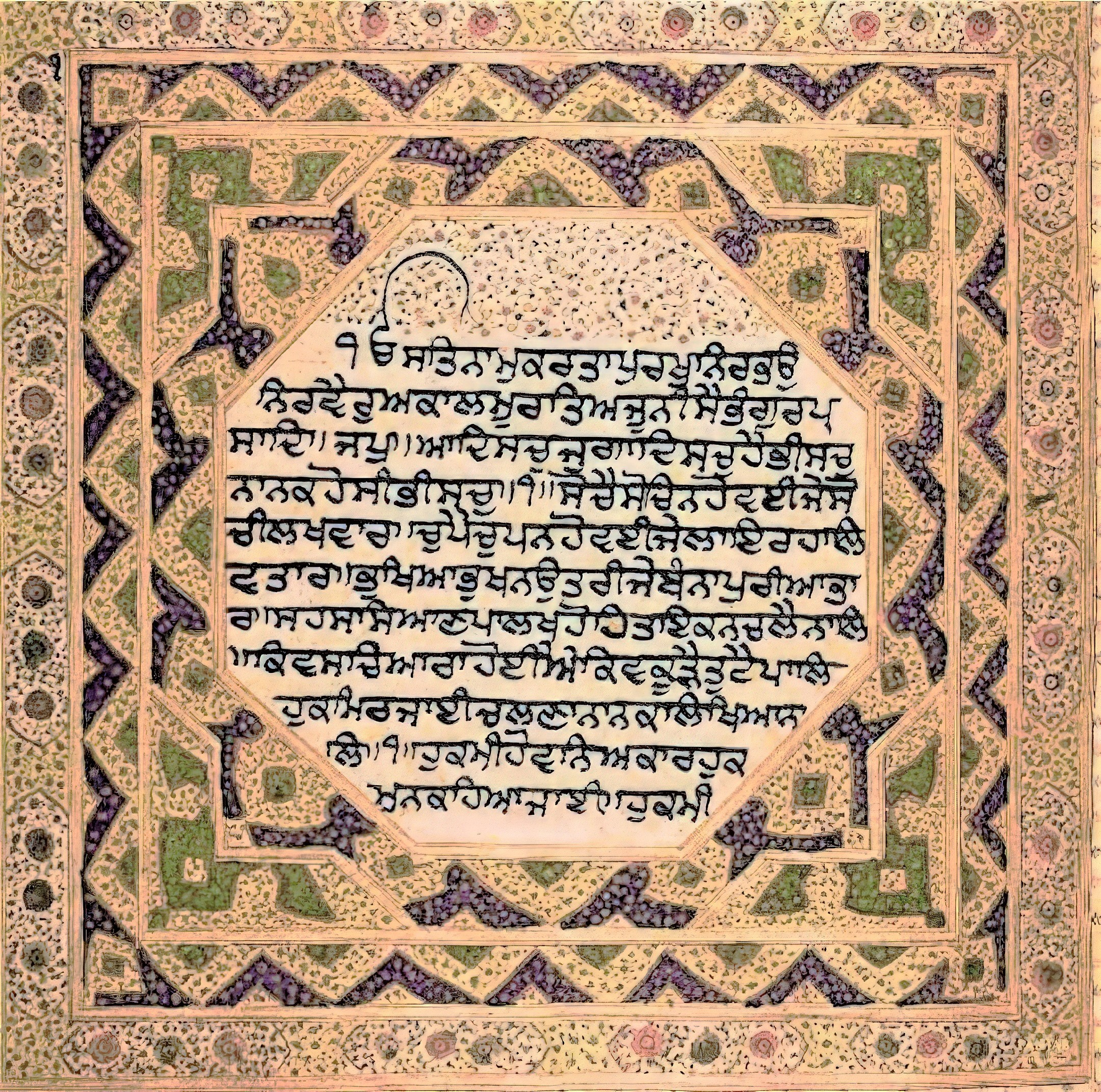
de Goeroe Granth Sahib

De Goeroe Granth Sahib (Gurmukhi: ਸ੍ਰੀ ਗੁਰੂ ਗ੍ਰੰਥ ਸਾਹਿਬ ਜੀ, Devanagari: स्री गुरु ग्रंथ साहिब जी) of Ādi Granth is het heilige boek van de sikhs. Het is tevens de elfde goeroe van de sikhs, en het boek wordt daarom met grote eerbied behandeld. De tiende Goeroe, Goeroe Gobind Singh Ji, was de laatste menselijke Goeroe. Hij heeft in 1708 de Goeroe Granth Sahib benoemd tot de permanente Goeroe van de Sikhs. Hij riep de Sikhs op om de Goeroe Granth Sahib te eren als het lichaam en geest van de 10 eerdere menselijke goeroes.
Het heilige boek is geschreven in het Gurmukhi schrift (Punjabi alfabet, ontwikkeld door de goeroes) en bevat de woorden en verzen zoals deze daadwerkelijk door de Sikh Goeroes zijn uitgesproken. Gedurende het leven van de goeroes werd het heilige boek gecompileerd. Dit schrift is het enige in de wereld, dat door de oprichters zelf is opgesteld. 
De Goeroe Granth Sahib vormt in feite het ‘hart’ van het Sikhisme. Doordat het goddelijke licht, Jot, in volledige omvang behouden is gebleven in de Goeroe Granth Sahib. Voor de Sikhs is de Goeroe Granth Sahib de manifestatie van de Jot (het goddelijke licht) van de goeroe en daardoor ‘leeft’ Goeroe Nanak voort in de Sikh religie.

## Inhoud van de Goeroe Granth Sahib
De Goeroe Granth Sahib is een bloemlezing van gebeden en hymnes. De meeste hymnes zijn gericht aan God en beschrijven vaak de situatie van de toegewijdene: zijn aspiraties en smacht, zijn kwelling vanwege de scheiding en zijn verlangen om bij God te zijn. Het onderwerp van de Goeroe Granth Sahib is de waarheid; het ultieme voor een ideaal mens is namelijk een eerlijk bestaan te leiden. De basisgedachte achter de hymnes is, dat wanneer heilige muziek (oftewel Kirtan) wordt gezongen of aangehoord met toewijding en de volledige aandacht, het geweten van de mens in contact komt met God. In de Goeroe Granth Sahib gaan openbaring en de Raga (=muzikale maten/niveaus) hand in hand. De goeroes stonden positief tegenover de godsdienstige waarde van de Kirtan. Deze heilige muziek is een kunst die nauw verbonden is met spirituele aspecten. Kirtan is goddelijke muziek met een duidelijke melodie en ritme om God te eren. 
De Goeroe Granth Sahib is een boek van openbaring. Het bevat de woorden van God via zijn boodschappers op aarde. De reikwijdte van het boek is universeel. De grootheid van de Goeroe Granth Sahib komt niet alleen voort uit het feit dat het het heilige geschrift van de Sikhs vormt, maar ook uit het feit dat het een generiek geschrift is, geschikt voor het gehele mensdom.
Het heilige boek verklaart verder wat Goeroe Nanak verstond onder een “perfect individu” of een Gurmukh. Het is een opmerkelijk verzamelboek van spirituele kennis en onderwijzingen. Het predikt geen rituelen of plechtigheden, maar meditatie van de naam van God. De nadruk ligt steeds op het verrichten van morele handelingen, een nobele leefwijze en het werken aan het welzijn van allen. Al met al een praktische invulling van het geloof.

## Het gedrukte boek

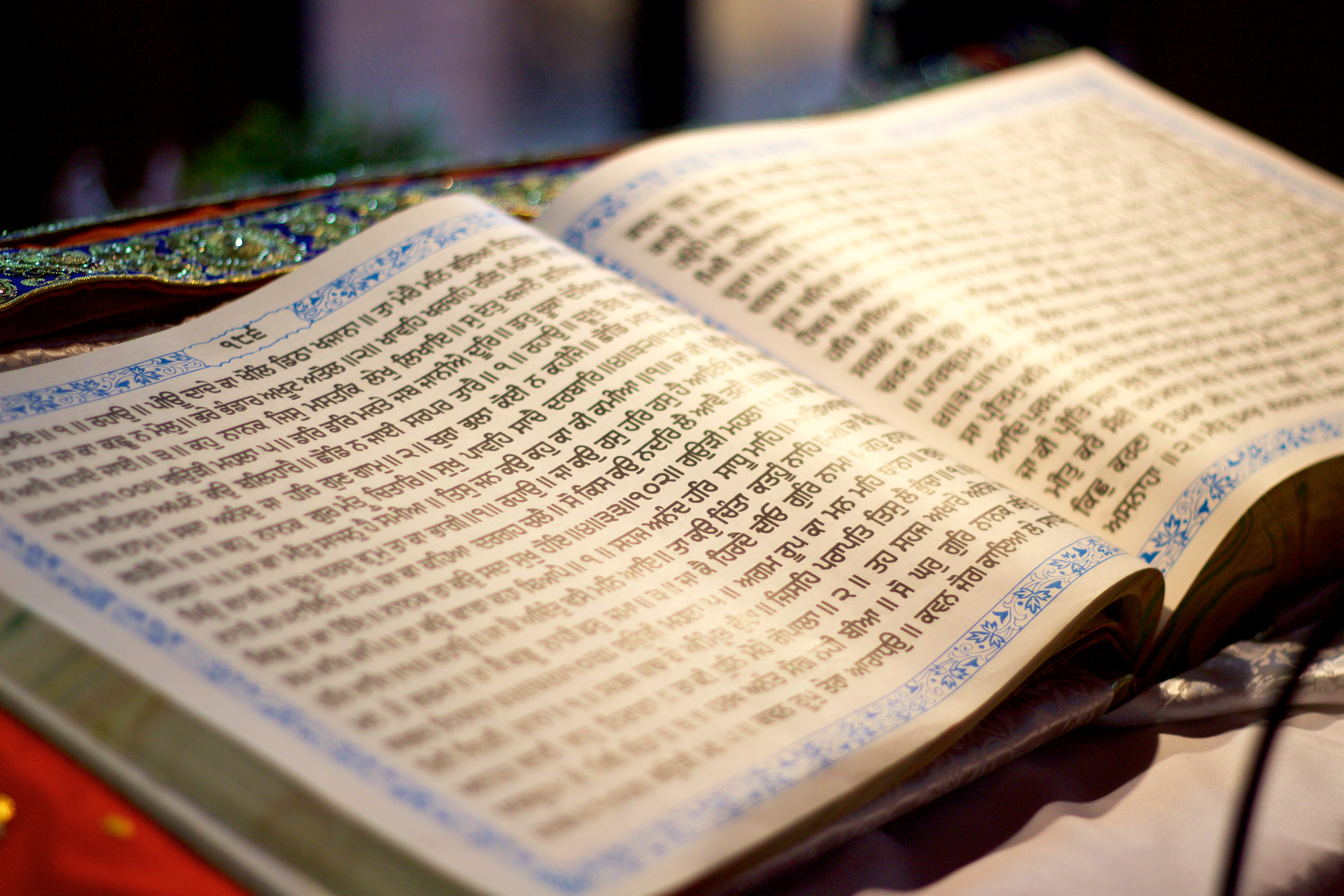
Een pagina uit de Goeroe Granth Sahib

De Goeroe Granth Sahib wordt uitsluitend gedrukt in Amritsar, volgens strenge regels, de maryada. De sikhs vereren een exemplaar van de Goeroe Granth Sahib als een levende goeroe (de 11e goeroe, de opvolger van de 10e goeroe).
Elke ochtend wordt de Goeroe Granth Sahib vanuit een nabijgelegen gebouw naar de Harmandir Sahib gedragen, waarna er de gehele dag continu uit gereciteerd wordt, van begin tot eind. 's Avonds laat wordt de Goeroe Granth Sahib weer ingepakt en in een ceremoniële processie terug naar het nabijgelegen gebouw gedragen.
Op 3 april 2004 werden exemplaren van het heilige boek op het hoofd door sikhs naar het vliegveld van Armitsar gedragen, waar ze uitgezwaaid werden door onder andere de eerste minister van de Punjab. In Canada werd de charter, waarin elk boek zijn eigen zitplaats had, ingehaald door premier Paul Martin en leiders van de Sikhgemeenschap.
Om aan de vraag van exemplaren van de Goeroe Granth Sahib in het Westen te kunnen voldoen, is het plan om in Canada een drukkerij te vestigen.

## Goeroes die bijgedragen hebben

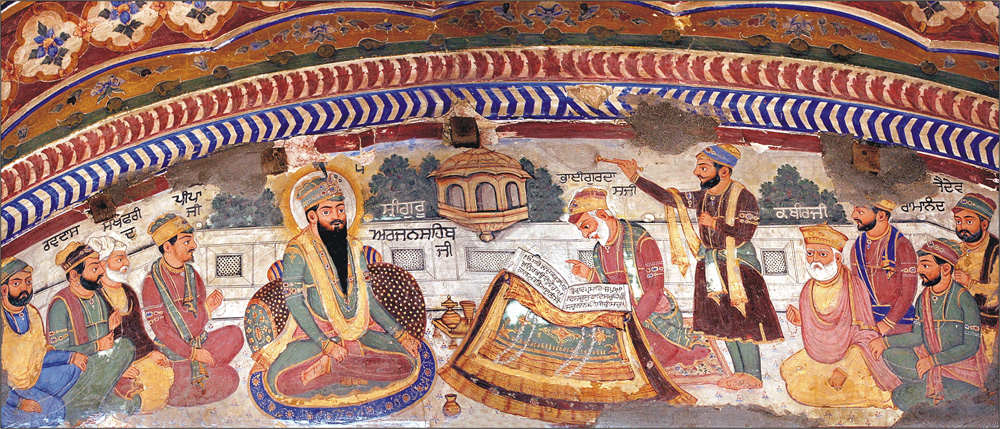
Bijdragers presenteren Goeroe Arjan hun geschriften, terwijl Bhai Gurdas de Adi Granth schrijft.

Bijdragen aan het heilige boek zijn geleverd door de volgende Goeroes:
- Siri Goeroe Nanak Dev Ji (20 oktober 1469)
- Siri Goeroe Angad Dev Ji (31 maart 1504)
- Siri Goeroe Amar Das Ji (5 mei 1479)
- Siri Goeroe Ram Das Ji (1534)
- Siri Goeroe Arjan Dev Ji (15 april 1563)
- Siri Goeroe Tegh Bahadur Ji (1 april 1621)
- Verder nog een aantal Bhatt, Gursikh, Bhagats.
- Opvolging van het Goeroeschap: Op 7 oktober 1708 kreeg het boek Goeroe Granth Sahib Ji zelf het goeroeschap en werd daarmee de permanente Goeroe van de Sikhs.

## Details
De Goeroe Granth Sahib bestaat uit 1430 pagina’s. Het bevat de Bani’s (de heilige composities) van de eerste vijf goeroes en de negende goeroe, maar ook verzen en delen van schriften van moslim- (Farid, Mardana, Bhikhan, Kabir) en hindoe-heiligen (Dhanna, pipa, Sain, Surdas, Jaidev, Triochan, Ramanand, etc.). Zelfs de onaanraakbaren volgens het kastenstelsel, zoals Namdev, Ravidas etc. zijn in de Goeroe Granth Sahib opgenomen.
Het opnemen van teksten die behoorden tot andere religies in het heilige boek is gedaan om aan te tonen, dat het Sikhisme respect en tolerantie heeft voor alle gelovigen en heiligen. In totaal bevat de Goeroe Granth Sahib 5894 'Shabads' (=hymnes, heilige verzen oftewel goddelijke instructies), die zijn opgedeeld in 31 'Ragas' (muzikale maten).
- Totaal aantal Shabads (hymnes): 5867
- Totaal aantal pagina’s 1430
- Totaal aantal Ragas: 31
- Eerste openbaring en installatie: 16 oktober 1604 in Harimandar Sahib, Gouden tempel, Amritsar.
- Eerste Granthi of ‘priester’: Baba Buddha Ji (1506-1630)
- Definitieve vorm: The definitieve vorm van Goeroe Granth Sahib was gegeven door Goeroe Gobind Singh in Damadama Sahib in de Punjab gedurende de jaren 1705-1706.